# Callionymus obscurus
Callionymus obscurus là một loài cá biển thuộc chi Callionymus trong họ Cá đàn lia. Loài này được mô tả lần đầu tiên vào năm 1989.

## Phân bố và môi trường sống
C. obscurus được tìm thấy tại đảo Ambon, Indonesia.